# Bernardin Mungul Diaka

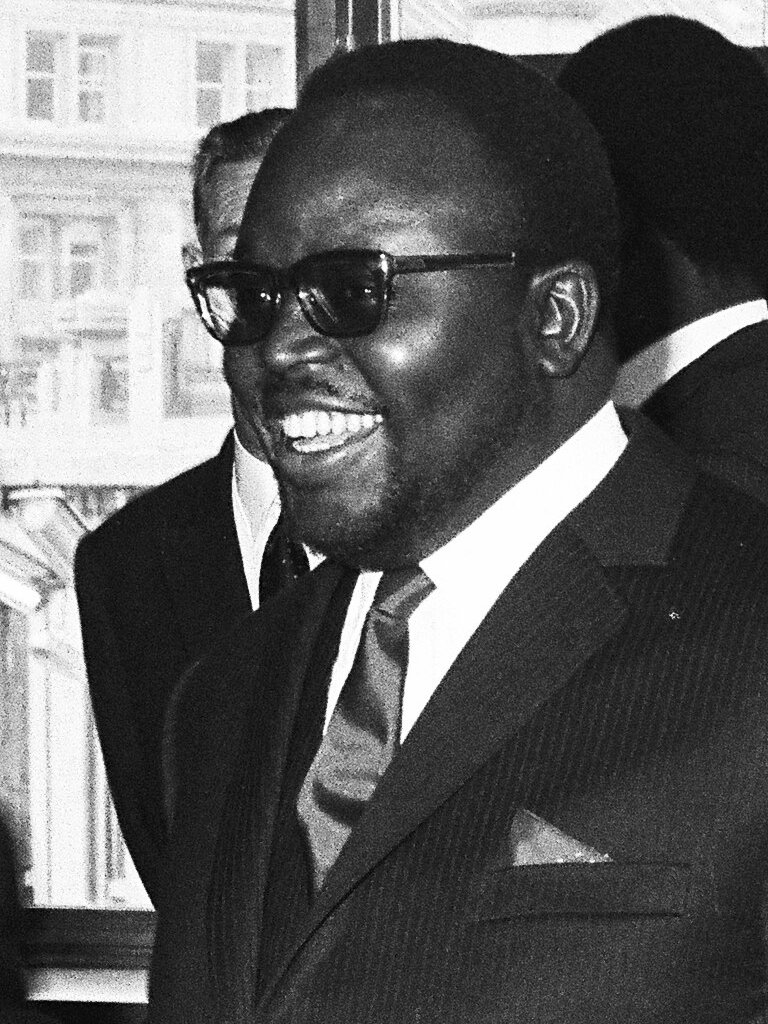
Bernardin Mungul Diaka, 1966

Bernardin Mungul Diaka (* 1933; † 1999) war ein kongolesischer Politiker und vom 1. bis 25. November 1991 Premierminister von Zaïre.